# Hochwald (Naturschutzgebiet)
Das Naturschutzgebiet Hochwald liegt auf dem Gebiet des niederbayerischen Landkreises Freyung-Grafenau östlich von Schimmelbach, einem Ortsteil der Gemeinde Neureichenau. Nordöstlich und im südlichen Bereich nördlich verläuft die Staatsgrenze zu Tschechien und südöstlich die Staatsgrenze zu Österreich.

## Bedeutung
Das rund 268,7 ha große Gebiet mit der Nr. NSG-00184.01 wurde im Jahr 1983 unter Naturschutz gestellt.